# Yllenus logunovi
Yllenus logunovi är en spindelart som beskrevs av Wesolowska, van Harten 20. Yllenus logunovi ingår i släktet Yllenus och familjen hoppspindlar. Inga underarter finns listade i Catalogue of Life.